# Триплатинатитан
Трипла̀тинатита́н — бинарное неорганическое соединение, интерметаллид платины и титана с формулой TiPt3, кристаллы.

## Получение
- Сплавление стехиометрических количеств чистых веществ:

{\displaystyle {\mathsf {3Pt+Ti\ {\xrightarrow {1890^{o}C}}\ TiPt_{3}}}}

## Физические свойства
Триплатинатитан образует кристаллы гексагональной сингонии, пространственная группа P 63/mmc, параметры ячейки a = 0,552 нм, c = 0,9029 нм, Z = 4, структура типа триникельтитана Ni3Ti.
Соединение образуется по перитектической реакции при температуре 1890 °C и содержание платины в нём меньше стехиометрического ≈73 ат.% платины.